# Mr. Kweeniewa en Geniale Olivier
Mr. Kweeniewa en Geniale Olivier (Frans: M. Rectitude et Génial Olivier) is een Belgische stripreeks geschreven en getekend door Jacques Devos. De stripreeks wordt uitgegeven door Dupuis en gaat over een scholier "Geniale Olivier" die met zijn uitvindingen elke pagina opnieuw fratsen uithaalt. Zijn leraar "Mr. Kweeniewa" heeft dan ook grote moeite om zijn leerling in toom te houden.
In 1963 verscheen Olivier al in een minialbum en in 1969 verscheen hij in het blad Spirou. De serie kende een succes en er kwamen 17 albums uit. In 1988 ging geestelijk vader Jacques Devos met pensioen en met hem verdween ook de serie.

## Personages
Geniale OlivierHoofdpersonage van de strip. Probeert de wereld te verbeteren of mensen te irriteren met zijn uitvindingen. Grappen uithalen met nietsvermoedende mensen is zijn passie.
FritsDe beste vriend van Olivier, hij komt dankzij Oliviers uitvindingen geregeld in de problemen. Wil steeds weer grappen uithalen maar is wel voorzichtig en gaat niet graag te ver.
Samson/JorisJoris is een stoere spierbundel die liefst Samson genoemd wordt. Hij doet niets liever dan klappen uitdelen en Olivier of Frits dwarszitten. Hij is tevens een favoriet proefpersoon voor Oliviers uitvindingen.
BettyHet vriendinnetje van Olivier. Olivier wil steeds van alles uitvinden voor haar maar dit draait meestal verkeerd uit.
CleopatraBetty is steeds jaloers op haar. En Samson is zeer populair bij haar.
KazimirEen medeleerling van Olivier van rijke afkomst.
Mr. KweeniewaDe leraar van Olivier die zijn klas steeds onder controle probeert te houden ondanks de vreemdste gebeurtenissen door Oliviers uitvindingen. Hij is echter niet voor een gat te vangen en weet Olivier uiteindelijk steeds weer te slim af te zijn.
De HoofdonderwijzerHij controleert en bespioneert en ziet overal verdachte omstandigheden, zowel bij leraars als leerlingen.
De DirecteurDe directeur van de school.
De Conciërge (Fons)De conciërge van de school die steeds opnieuw een emmer water over zich heen krijgt.
De ToezichthouderHij houdt na de uren een oogje in het zeil over de nablijvers. Olivier haalt ook hier weer zijn kunnen boven om deze arme man om de tuin te leiden.
Oliviers vaderDe vader van Olivier. Hij krijgt steeds de gelegenheid mee te profiteren van Oliviers uitvindingen totdat hij er de nadelen van inziet.
OmegaDe mechanische hond van Olivier

## Albums
1. De dolle school
2. Het genie en zijn generatie
3. Genie, Vidi, Vici!
4. Gedwarsboomd, gul genie...
5. Het genie gedijt goed!
6. Een ingenieus ingenieur
7. Verleden voor de klas
8. Elektronen, moleculen en huiswerk
9. Elektronen en edelzonen
10. Een genietend genie
11. Geniale grappen en grollen
12. 'n Vrijgevig genie
13. Een genieperig genie
14. Een geducht genie
15. Genie in Hi-Fi
16. Een Goedlachs Genie
17. Meervoudig genie